# Linus Carl Pauling
Linus Carl Pauling (Portland, EUA 1901 - Big Sur, 1994) va ser un químic, bioquímic, enginyer químic, activista per la pau i escriptor estatunidenc. Va publicar més de 1.200 articles i llibres, dels quals uns 850 tractaven de temes científics. New Scientist el va anomenar un dels 20 més grans científics de tots els temps, i des de l'any 2000, va ser classificat com el 16è científic més important de la història. Pel seu treball científic, Pauling va rebre el Premi Nobel de Química l'any 1954. Pel seu activisme per la pau, va ser guardonat amb el Premi Nobel de la Pau el 1962. És una de les cinc persones que han guanyat més d'un premi Nobel (els altres són Marie Curie, John Bardeen, Frederick Sanger i Karl Barry Sharpless). D'aquests, és l'única persona que ha rebut dos premis Nobel no compartits, i una de les dues persones que han rebut premis Nobel en categories diferents, l'altra és Marie Curie.
Pauling va ser un dels fundadors dels camps de la química quàntica i la biologia molecular. Les seves contribucions a la teoria de l'enllaç químic inclouen el concepte d'hibridació orbital i la primera escala precisa de les electronegativitats dels elements. Pauling també va treballar en les estructures de les molècules biològiques i va mostrar la importància de l'hèlix alfa i la làmina beta en l'estructura secundària de la proteïna. L'enfocament de Pauling va combinar mètodes i resultats de la cristal·lografia de raigs X, la construcció de models moleculars i la química quàntica. Els seus descobriments van inspirar el treball de Rosalind Franklin, James Watson, Francis Crick i Maurice Wilkins sobre l'estructura de l'ADN, que al seu torn va fer possible que els genetistes descilin el codi d'ADN de tots els organismes.
En els seus darrers anys, va promoure el desarmament nuclear, així com la medicina ortomolecular, la teràpia megavitamínica i els suplements dietètics, especialment l'àcid ascòrbic (conegut comunament com a vitamina C). Cap de les seves idees sobre la utilitat mèdica de grans dosis de vitamines ha tingut gaire acceptació a la comunitat científica. Estava casat amb l'activista nord-americana de drets humans Ava Helen Pauling.

## Biografia
Va néixer el 28 de febrer de 1901 a la ciutat de Portland, situada a l'estat nord-americà d'Oregon. El seu pare, Herman Henry William Pauling, era un farmacèutic nascut a Missouri, però d'origen alemany i la mare, Lucy Isabelle Darling, nascuda a Oregon, era d'origen escocès. Va estudiar enginyeria química a la Universitat Estatal d'Oregon (quan ell hi va estudiar, era Oregon Agricultural College), on es va llicenciar l'any 1922. El seu pare havia mort l'any 1910 i Pauling va haver de compaginar els seus estudis amb diversos treballs per ajudar la seva mare econòmicament. En el College va treballar impartint classes de química quantitativa. En un dels cursos d'economia domèstica per a noies va tenir com a alumna Ava Helen Miller, amb qui es va casar l'any 1923. La seva esposa, que va ajudar-lo en el laboratori, va ser, com ell, una activista dels drets humans. Pauling va afirmar en diverses ocasions que ella va ser qui va fer-li desenvolupar la seva consciència social i que ella era tan mereixedora com ell del Premi Nobel de la Pau.
Pauling va ampliar els seus estudis a l'Institut Tecnològic de Califòrnia (Caltech) a Pasadena, on es va doctorar l'any 1925 en química i física matemàtica. Amb una beca Guggenheim, el 1926 va viatjar a Europa, on va col·laborar amb destacats científics com ara Arnold Sommerfeld a Múnic, Niels Bohr a Copenhaguen, Erwin Schrödinger a Zúric o William Henry Bragg a Londres. Va retornar l'any 1927 al Caltech i va treballar al costat de Robert Oppenheimer; va ser-ne nomenat catedràtic l'any 1931.
Linus Carl Pauling i Ava Helen Pauling van tenir tres fills i una filla: Linus Pauling júnior, psiquiatre; Peter, cristal·lògraf; Linda, casada amb un catedràtic de geologia, i Crellin, que va ser catedràtic de biologia. En morir Linus Carl Pauling, tenia quinze nets i 19 besnets.
Pauling va morir el 19 d'agost de 1994 a la seva residència de Big Sur (Califòrnia), a causa d'un càncer de pròstata.

## Recerca científica
Va iniciar la recerca científica a la dècada del 1930, i va ser un dels primers científics a aplicar els principis de la mecànica quàntica per a donar explicació als fenòmens de difracció dels raigs X i va descriure satisfactòriament les distàncies i els angles dels enllaços químics entre àtoms de diverses molècules. Per a descriure la capacitat de l'àtom de carboni per a formar quatre enllaços, Pauling va introduir el concepte d'«hibridació», en els quals les òrbites teòriques descrites pels electrons es desplacen de les seves posicions originals a causa d'una mútua repulsió.
Pauling va afirmar que l'article científic del qual se sentia més orgullós —entre els més de mil que va publicar durant la seva dilatada carrera com a investigador— era «The Nature of the Chemical Bond» (La natura de l'enllaç químic), publicat el 1931. En aquell article presentava un nou paradigma, amb el concepte «estructura / funció», de manera que l'estructura d'una molècula en determina la funció.
Va identificar la presència d'orbitals híbrids en la coordinació d'ions o grups d'ions en disposició definida al voltant d'un ió central. Per al cas de compostos, la geometria dels quals no es pot justificar mitjançant una única estructura, va proposar el model d'híbrids de ressonància, que contempla la veritable estructura de la molècula com un estat intermedi entre dos o més estructures susceptibles de ser dibuixades. Va introduir el concepte empíric d'electronegativitat, com a mesura del poder d'atracció dels electrons que intervenen en un enllaç de caràcter covalent per part d'un àtom. Les teories de Pauling sobre l'enllaç atòmic es troben recollides en el seu llibre The Nature of Chemical Bond and the Structure of Molecules and Crystals, obra publicada l'any 1939 i que és considerat un clàssic del segle xx, que s'ha seguit reeditant. L'original, escrit a mà pel mateix Pauling, va conservar-lo un antic estudiant seu, que en va fer donació a l'Arxiu Ava Helen i Linus Pauling de la Universitat Estatal d'Oregon.
A partir de la dècada del 1940, en col·laboració amb el biòleg d'origen alemany Max Delbrück, va desenvolupar el concepte de complementarietat molecular en les reaccions antigen-anticòs. Així mateix, el seu treball al costat del químic nord-americà Robert B. Corey el va dur a reconèixer l'estructura helicoidal de certes proteïnes i va realitzar intents fallits de descriure l'ADN.
El 1954 fou guardonat amb el Premi Nobel de Química «per la seva recerca sobre la naturalesa de l'enllaç químic i la seva aplicació per elucidar l'estructura de substàncies complexes».
A partir de la dècada del 1960 va advocar pel consum de dosis massives de vitamina C per a prevenir o tractar el refredat comú i el 1970 va publicar el llibre Vitamin C and the Common Cold (La vitamina C i el refredat comú). Més endavant, va ampliar les seves idees sobre els beneficis per a la salut de la vitamina C i va assentar les bases per al que es coneix com a «medicina ortomolecular» (ell mateix va encunyar el terme 'ortomolecular'), que fa referència a la dosi justa de les molècules adequades. Aquesta posició va ser molt criticada per la medicina convencional, però avui dia es considera que els complements de la dieta amb antioxidants, com és el cas de la vitamina C, tenen efectes beneficiosos per a la salut.

## Activisme social
Pauling havia estat pràcticament apolític fins a la Segona Guerra Mundial, però la guerra el va fer canviar d'idea i es va convertir en un activista de la pau. Durant l'inici del Projecte Manhattan, Robert Oppenheimer, director del projecte, li va proposar participar-hi, però Pauling va rebutjar l'oferta. No ho va fer mogut pel pacifisme que el caracteritzaria més endavant, sinó perquè representava traslladar-se amb la seva família a un indret secret a Nou Mèxic. Després de les explosions nuclears d'Hiroshima i Nagasaki es va interessar per conèixer el funcionament d'aquelles bombes tan destructives i aviat va començar a mostrar la seva oposició a l'ús d'aquell tipus d'armes i a divulgar el seu coneixement a audiències interessades. Poc després de la destrucció d'Hiroshima, el mateix Pauling va escriure:
| «                    | El problema que presenta al món el poder destructiu de l'energia atòmica eclipsa, per descomptat, qualsevol altre problema. […] Crec que, a més de les nostres activitats professionals en l'àmbit nuclear, hauríem de fer sentir la nostra veu amb relació a la importància política de la ciència. | » |
| — Linus Carl Pauling | |   |

El 1946 va inscriure's en el Comitè d'Emergència de Científics Atòmics, presidit per Albert Einstein, que tenia la missió d'advertir a la població dels perills del desenvolupament d'armes nuclears. S'hi va unir per invitació de Harold Urey, que va informar-lo de l'objectiu del Comitè: recaptar fons per subvencionar la divulgació en el món de l'educació del perill de les armes atòmiques per a la humanitat.
El seu activisme polític va incitar el Departament d'Estat a negar-li el passaport l'any 1952 quan va ser convidat a un congrés científic a Londres. El seu passaport li va ser retornat l'any 1954, just dies abans de la cerimònia, a Estocolm, del lliurament del primer Premi Nobel. L'any 1955 va signar, amb Einstein, Bertrand Russell i vuit científics més, el Manifest Russell-Einstein. El 1957 va iniciar la seva cooperació amb el biòleg Barry Commoner, que havia estudiat la radioactivitat de l'isòtop estronci-90 en les dents d'un nen petit i que havia conclòs l'existència d'un alt risc de contaminació nuclear en la salut pública a causa de les proves nuclears. També va participar en un debat públic amb el físic atòmic Edward Teller sobre la probabilitat real que la contaminació nuclear causés mutacions.
L'any 1958 Pauling i la seva esposa van presentar davant les Nacions Unides una petició signada per més de 9.000 científics (el nombre final dels qui la van signar superava els 11.000), en la qual demanaven la parada total de les proves nuclears. La pressió pública va aconseguir posteriorment una moratòria en les proves d'armes nuclears terrestres, seguida del Partial Test Ban Treaty (Tractat d'Interdicció Parcial de les Proves Nuclears), signat finalment l'any 1963 per les tres potencials nuclears que hi havia aleshores: els Estats Units, la Unió Soviètica i el Regne Unit. El 10 d'octubre del mateix any, el mateix dia en què el tractat va entrar en vigor, l'Institut Nobel va guardonar Linus Pauling amb el Premi Nobel de la Pau de l'any 1962 «per la seva lluita contra la carrera armamentística nuclear entre l'Est i l'Oest».
Linus Carl Pauling, que des de 1946 ha fet campanya incessantment, no només contra les proves d'armes nuclears, no només contra l'extensió d'aquests armaments, no només contra el seu mateix ús sinó contra tota la guerra com a mitjà per intentar solucionar els conflictes internacionals.
Aquest reconeixement, però, no va estar exempt de polèmica, ja que molts dels seus col·legues de professió van acusar-lo de ser el portaveu del Partit Comunista de la Unió Soviètica. Així doncs, va haver de presentar-se davant el Subcomitè Intern de Seguretat del Senat dels Estats Units que l'anomenà el «científic número u que major activitat ha desenvolupat en l'ofensiva del Partit Comunista en aquest país», alhora que la revista Life titllà aquest guardó com «un estrany insult de Noruega». L'any 1970 va rebre el Premi Lenin de la Pau concedit per laURSS.
Pauling forma part d'un grup prestigiós de científics guardonats amb dos premis Nobel. Juntament amb Marie Curie, guardonada amb el Premi Nobel de Física l'any 1903 i amb el Premi Nobel de Química l'any 1911 són les dues úniques persones que han rebut el Premi Nobel en dues categories diferents. Per la seva banda John Bardeen i Frederick Sanger també han rebut dues vegades el Premi Nobel, si bé ambdós dues vegades en la mateixa categoria, així Bardeen rebé els anys 1956 i 1972 el Premi Nobel de Física i Sanger els anys 1958 i 1980 el Premi Nobel de Química.